# 리얼돌
리얼돌(Real doll)은 고품질의 섹스돌을 뜻하는 말으로, 미국의  캘리포니아 산 마르코스의 유한책임회사 '어비스 크리에이션즈'(Abyss Creations)에서 2003년에 처음 출시한 RealDoll에서 이름이 유래했다.

## 대한민국
대한민국의 관세청에서는 리얼돌을 풍속을 해치는 물품으로 보고 통관을 규제했다. 원래는 모든 제품을 수입을 막은뒤 소송을 통해 개별제품을 들여오는 형태로 제도가 운용되었다. 그런데 개별 제품에 따라 법원에서는 풍속을 해치지 않는 물품으로 판단하는 경우도 있다. 관세청에서는 법원에 의해 확정된 모델만 통관을 허용하였다. 수입 회사에서는 용도를 속이고 반제품을 수입한 뒤 재조립하여 대한민국의 소비자에게 팔기도 한다. 대한민국 내에서 제조한 뒤 성인에게 판매하는 것은 허용되고 있다. 2022년 지침이 개정되어 전신 리얼돌 수입을 허용하되 미성년과 특정 인물 형상의 리얼돌은 수입금지, 온열기능등이 있는 제품은 전기안전이 확인되어야 수입가능으로 바뀌었다.